# Aceite de aguacate
El aceite de aguacate o aceite de palta es un aceite comestible prensado de la fruta de Persea americana (aguacate). Como aceite comestible, se usa como ingrediente en otros platos y como aceite de cocina. También se utiliza para la lubricación y en cosméticos, donde se valora por sus supuestas propiedades regenerativas e hidratantes.
Tiene un punto de humo relativamente alto, tanto sin refinar como especialmente cuando se refina. El punto de humo de la forma sin refinar es 249 °C y la forma refinada puede alcanzar 271 °C. El punto de humo exacto depende en gran medida de la calidad del refinado y la forma en que se manejó el aceite hasta llegar a los estantes de las tiendas y, posteriormente, a las cocinas.

## Ácidos grasos
El aceite de aguacate es rico en ácidos grasos, mayoritariamente monoinsaturados. Cerca del 60 % de su composición es de ácidos monoinsaturados, principalmente ácido oleico, mientras que el 20 % son poliinsaturados y el restante 20 % saturados. Carece totalmente de colesterol y tiene un porcentaje abajo del 1 % de ácido linoleico. Todo lo anterior lo hace similar en composición grasa al aceite de oliva. Adicionalmente, la alta presencia de ácido oleico permite una mejor incorporación de los ácidos grasos poliinsaturados omega-3, lo que ha demostrado ser un factor de disminución de enfermedades cardiovasculares.

## Calidad
Algunos aceites de aguacate pueden ser rancios o falsos.